# Medalha Franklin
A Medalha Franklin foi um prêmio de ciências e engenharia concedido pelo Franklin Institute, de Filadélfia, Pensilvânia, Estados Unidos.

## Laureados
| Ano  | Laureado                     | Categoria                        |
| ---- | ---------------------------- | -------------------------------- |
| 1915 | Thomas Edison                | Engenharia                       |
| 1915 | Heike Kamerlingh Onnes       | Física                           |
| 1916 | John Joseph Carty            | Engenharia                       |
| 1916 | Theodore William Richards    | Química                          |
| 1917 | Hendrik Lorentz              | Física                           |
| 1917 | David Watson Taylor          | Engenharia                       |
| 1918 | Guglielmo Marconi            | Engenharia                       |
| 1918 | Thomas Corwin Mendenhall     | Física                           |
| 1919 | James Dewar                  | Física                           |
| 1919 | George Owen Squier           | Engenharia                       |
| 1920 | Svante Arrhenius             | Química                          |
| 1920 | Charles Algernon Parsons     | Engenharia                       |
| 1921 | Charles Fabry                | Física                           |
| 1921 | Frank Julian Sprague         | Engenharia                       |
| 1922 | Ralph Modjeski               | Engenharia                       |
| 1922 | Joseph John Thomson          | Física                           |
| 1923 | Gustave-Auguste Ferrié       | Engenharia/Ciência da Computação |
| 1923 | Albert Abraham Michelson     | Física                           |
| 1924 | Ernest Rutherford            | Química                          |
| 1924 | Edward Weston                | Engenharia                       |
| 1925 | Elihu Thomson                | Engenharia                       |
| 1925 | Pieter Zeeman                | Física                           |
| 1926 | Niels Bohr                   | Física                           |
| 1926 | Samuel Rea                   | Engenharia                       |
| 1927 | George Ellery Hale           | Física                           |
| 1927 | Max Planck                   | Física                           |
| 1928 | Charles Francis Brush        | Engenharia                       |
| 1928 | Walther Nernst               | Química                          |
| 1929 | Emil Berliner                | Engenharia                       |
| 1929 | Charles Thomson Rees Wilson  | Física                           |
| 1930 | William Henry Bragg          | Física                           |
| 1930 | John Frank Stevens           | Engenharia                       |
| 1931 | James Hopwood Jeans          | Física                           |
| 1931 | Willis Rodney Whitney        | Engenharia                       |
| 1932 | Philipp Lenard               | Física                           |
| 1932 | Ambrose Swasey               | Engenharia                       |
| 1933 | Paul Sabatier                | Química                          |
| 1933 | Orville Wright               | Engenharia                       |
| 1934 | Irving Langmuir              | Química                          |
| 1934 | Henry Norris Russell         | Física                           |
| 1935 | Albert Einstein              | Física                           |
| 1935 | John Ambrose Fleming         | Engenharia                       |
| 1936 | Frank Baldwin Jewett         | Engenharia                       |
| 1936 | Charles Kettering            | Engenharia                       |
| 1937 | Peter Debye                  | Química                          |
| 1937 | Robert Andrews Millikan      | Física                           |
| 1938 | William Frederick Durand     | Engenharia                       |
| 1938 | Charles August Kraus         | Química                          |
| 1939 | Edwin Powell Hubble          | Física                           |
| 1939 | Albert Sauveur               | Engenharia                       |
| 1940 | Leo Baekeland                | Engenharia                       |
| 1940 | Arthur Holly Compton         | Física                           |
| 1941 | Edwin Armstrong              | Engenharia                       |
| 1941 | Chandrasekhara Venkata Raman | Física                           |
| 1942 | Jerome Clarke Hunsaker       | Engenharia                       |
| 1942 | Paul Dyer Merica             | Engenharia                       |
| 1943 | George Washington Pierce     | Engenharia                       |
| 1943 | Harold Clayton Urey          | Física                           |
| 1944 | William David Coolidge       | Engenharia                       |
| 1944 | Pyotr Kapitsa                | Física                           |
| 1945 | Harlow Shapley               | Física                           |
| 1946 | Henry Clapp Sherman          | Biologia                         |
| 1946 | Henry Tizard                 | Engenharia                       |
| 1947 | Enrico Fermi                 | Física                           |
| 1947 | Robert Robinson              | Química                          |
| 1948 | Wendell Meredith Stanley     | Biologia                         |
| 1948 | Theodore von Kármán          | Engenharia                       |
| 1949 | Theodor Svedberg             | Biologia                         |
| 1950 | Eugene Paul Wigner           | Física                           |
| 1951 | James Chadwick               | Física                           |
| 1952 | Wolfgang Pauli               | Física                           |
| 1953 | William Francis Gibbs        | Engenharia                       |
| 1954 | Charles Edward Kenneth Mees  | Engenharia                       |
| 1955 | Arne Tiselius                | Biologia                         |
| 1956 | Frank Whittle                | Engenharia                       |
| 1957 | Hugh Stott Taylor            | Química                          |
| 1958 | Donald Wills Douglas         | Engenharia                       |
| 1959 | Hans Bethe                   | Física                           |
| 1960 | Roger Adams                  | Engenharia                       |
| 1961 | Detlev Bronk                 | Biologia                         |
| 1962 | Geoffrey Ingram Taylor       | Biologia                         |
| 1963 | Glenn Theodore Seaborg       | Física                           |
| 1964 | Gregory Breit                | Física                           |
| 1965 | Frederick Seitz              | Engenharia                       |
| 1966 | Britton Chance               | Biologia                         |
| 1967 | Murray Gell-Mann             | Física                           |
| 1968 | Marshall Nirenberg           | Biologia                         |
| 1969 | John Archibald Wheeler       | Física                           |
| 1970 | Wolfgang Panofsky            | Física                           |
| 1971 | Hannes Alfvén                | Física                           |
| 1972 | George Kistiakowsky          | Química                          |
| 1973 | Theodosius Dobzhansky        | Biologia                         |
| 1974 | Nikolai Bogoliubov           | Física                           |
| 1975 | John Bardeen                 | Física                           |
| 1976 | Mahlon Hoagland              | Biologia                         |
| 1977 | Cyril Manton Harris          | Engenharia                       |
| 1978 | Elias James Corey            | Química                          |
| 1979 | George Evelyn Hutchinson     | Biologia                         |
| 1980 | Avram Goldstein              | Biologia                         |
| 1980 | Lyman Spitzer                | Física                           |
| 1981 | Stephen Hawking              | Física                           |
| 1982 | César Milstein               | Biologia                         |
| 1982 | Kenneth Wilson               | Física                           |
| 1984 | Verner Suomi                 | Engenharia                       |
| 1985 | George Claude Pimentel       | Física                           |
| 1986 | Benoît Mandelbrot            | Física                           |
| 1987 | Stanley Cohen                | Biologia                         |
| 1988 | Donald Knuth                 | Ciência da Computação            |
| 1990 | Hugh Huxley                  | Biologia                         |
| 1990 | David Turnbull               | Física                           |
| 1992 | Frederick Reines             | Física                           |
| 1995 | Gerardus 't Hooft            | Física                           |
| 1996 | Richard Smalley              | Química                          |
| 1997 | Mario Capecchi               | Biologia                         |